# Rüdiger Kunze
Rüdiger Kunze (ur. 2 września 1949 w Budziszynie) – niemiecki wioślarz reprezentujący NRD, srebrny medalista olimpijski i dwukrotny medalista mistrzostw świata.

## Kariera
Wystąpił na igrzyskach olimpijskich w Montrealu w 1976, gdzie osada NRD w składzie: Andreas Schulz, Rüdiger Kunze, Walter Dießner, Ullrich Dießner i Johannes Thomas (sternik) zdobyła srebrny medal w czwórkach ze sternikiem. W finale o 2,48 sekundy przegrali z osadą ZSRR, a o 4,26 sekundy wyprzedzili osadę RFN. Był to jego jedyny start olimpijski.
Wywalczył również złoty medal w czwórkach ze sternikiem na mistrzostwach świata w Lucernie (1974) oraz srebrny na mistrzostwach świata w Nottingham (1975).
W 1976 odznaczony Orderem Zasługi dla Ojczyzny.
Po zakończeniu kariery był nauczycielem oraz trenerem wioślarstwa.